# کینوچ
کینوچ (انگلیسی: Kynoch) شرکت صنایع جنگ‌افزاری بریتانیایی است، که در سال ۱۸۶۲ تأسیس شد.